# FC Kuressaare
FC Kuressaare är en fotbollsklubb från Kuressaare i Estland.

## Placering tidigare säsonger
| Säsong | Nivå | Liga         | Pos. | Referens | Kommentar                    |
| ------ | ---- | ------------ | ---- | -------- | ---------------------------- |
| 2016   | 3    | Esiliiga B   | 1    | [ 1 ]    | Uppflyttad till Esiliiga     |
| 2017   | 2    | Esiliiga     | 5    | [ 2 ]    | Uppflyttad till Meistriliiga |
| 2018   | 1    | Meistriliiga | 9    | [ 3 ]    |                              |
| 2019   | 1    | Meistriliiga | 9    | [ 4 ]    |                              |
| 2020   | 1    | Meistriliiga | 9    | [ 5 ]    |                              |
| 2021   | 1    | Meistriliiga | 7    | [ 6 ]    |                              |
| 2022   | 1    | Meistriliiga | 5    | [ 7 ]    |                              |
| 2023   | 1    | Meistriliiga | 7    | [ 8 ]    |                              |
| 2024   | 1    | Meistriliiga | 8    | [ 9 ]    |                              |